# Lijst van zwemrecords 4×50 meter vrije slag gemengd
Dit is een overzicht van de verschillende zwemrecords op de 4×50 meter vrije slag gemengd op de kortebaan (25 meter).

## Langebaan (50 meter)

### Ontwikkeling wereldrecord
| Nr. | Naam                                                                     | Land             | Tijd    | Datum            | Plaats     |
| --- | ------------------------------------------------------------------------ | ---------------- | ------- | ---------------- | ---------- |
|     | Maxime Grousset, Florent Manaudou, Béryl Gastaldello, Mélanie Henique    | Frankrijk        | 1.27,33 | 16 december 2022 | Melbourne  |
|     | Caeleb Dressel, Ryan Held, Mallory Comerford, Kelsi Dahlia               | Verenigde Staten | 1.27,89 | 12 december 2018 | Hangzhou   |
|     | Nyls Korstanje, Kyle Stolk, Ranomi Kromowidjojo, Femke Heemskerk         | Nederland        | 1.28,39 | 16 december 2017 | Kopenhagen |
|     | Josh Schneider, Matt Grevers, Madison Kennedy, Abbey Weitzeil            | Verenigde Staten | 1.28,57 | 6 december 2014  | Doha       |
|     | Sergey Fesikov, Vladimir Morozov, Rozaliya Nasretdinova, Veronika Popova | Rusland          | 1.29,53 | 14 december 2013 | Herning    |
|     | Tomaso D'Orsogna, Travis Mahoney, Cate Campbell, Bronte Campbell         | Australië        | 1.29,61 | 10 november 2013 | Tokio      |

Nationale records: Amerikaanse records · Australische records · Belgische records · Nederlandse records 
 Internationale records: Olympische records · Wereldrecords · Europese records